# Acuerdo sobre obstáculos técnicos al comercio
El Acuerdo sobre Obstáculos Técnicos al Comercio, comúnmente conocido como el Acuerdo OTC, es un tratado internacional administrado por la Organización Mundial del Comercio. Fue renegociado por última vez durante la Ronda Uruguay del Acuerdo General sobre Aranceles Aduaneros y Comercio, y su forma actual entró en vigor con el establecimiento de la OMC a principios de 1995, vinculante para todos sus miembros.

## Propósito
El OTC existe para garantizar que los reglamentos técnicos, los estándares, las pruebas y los procedimientos de certificación no creen obstáculos innecesarios al comercio. El acuerdo prohíbe los requisitos técnicos creados para limitar el comercio, a diferencia de los requisitos técnicos creados para fines legítimos, como la protección del consumidor o del medio ambiente. De hecho, su propósito es evitar obstáculos innecesarios al comercio internacional y dar reconocimiento a todos los miembros de la OMC para proteger intereses legítimos de acuerdo con la propia autonomía regulatoria, aunque promoviendo el uso de estándares internacionales. La lista de intereses legítimos que pueden justificar una restricción en el comercio no es exhaustiva e incluye la protección del medio ambiente, la salud y la seguridad de las personas y los animales.

## Estructura del acuerdo sobre obstáculos técnicos al comercio
El Acuerdo OTC se puede dividir en cinco partes. La primera parte define el alcance del Acuerdo que incluye "[todos] los productos, incluidos los industriales y agrícolas", pero no las medidas sanitarias y fitosanitarias. La segunda parte establece las obligaciones y principios relacionados con los reglamentos técnicos. La tercera parte aborda la conformidad y las evaluaciones de la conformidad. La cuarta parte trata de la información y la asistencia, incluida la obligación de las naciones de prestarse asistencia mutua en la redacción de reglamentos técnicos. Por último, la quinta parte prevé la creación del Comité de Obstáculos Técnicos al Comercio y establece los procedimientos de solución de controversias.

## Ámbito de aplicación
Según el artículo 1, este acuerdo cubre todos los productos industriales y agrícolas, con excepción de los servicios, las medidas sanitarias y fitosanitarias (según se definen en el Acuerdo sobre la Aplicación de Medidas Sanitarias y Fitosanitarias) y las "especificaciones de compra elaboradas por organismos para requisitos de producción o consumo de organismos gubernamentales "(Art. 1.4).
El alcance del OTC consiste de alcance sustantivo (qué medidas se incluyen), el alcance personal (a quién se aplican las medidas) y el alcance temporal.

### Alcance sustantivo
Hay tres categorías de medidas sustantivas que se encuentran en el Anexo 1 del OTC; reglamentos técnicos, normas y evaluación de la conformidad. El Órgano de Apelación en "EC-Amianto" consideró que se trataba de una clase limitada de medidas.

#### Reglamento técnico: anexo 1.1
Un reglamento técnico es un documento que estipula condiciones que son obligatorias. Las medidas pueden incluir requisitos de terminología, símbolos, empaque o etiquetado, y pueden aplicarse a un producto, proceso o método de producción.
El Órgano de Apelación en "EC-Sardinas" constató que existe una prueba de tres pasos para determinar si una medida es un reglamento técnico:
a) La medida se aplica a un producto o grupo de productos identificables;
b) Establece una o más características del producto; y
c) El cumplimiento de las características del producto es obligatorio.
Si se determina que una medida es un reglamento técnico, estará regulada por el artículo 2 OTC.

#### Estándar: anexo 1.2
Un estándar es un documento aprobado por un organismo reconocido que estipula pautas o características que no son obligatorias. Puede incluir requisitos de terminología, símbolos, embalaje o etiquetado, y puede aplicarse a un producto, proceso o método de producción. Los estándares se diferencian de los reglamentos técnicos en que no son obligatorias. A pesar de ser voluntarias, los productores a menudo no tienen más remedio que cumplirlas por razones comerciales.
Los estándares se rigen por el Artículo 4 OTC y Códigos de Buenas Práctica.

#### Evaluación de la conformidad: anexo 1.3
Una evaluación de conformidad es un procedimiento directo o indirecto que se utiliza para determinar el cumplimiento de los requisitos de un reglamento o estándar técnico. Las evaluaciones de conformidad pueden incluir muestreos, pruebas e inspecciones.
Las reglas para la evaluación de conformidad se describen en los artículos 5, 6, 7, 8 y 9 OTC.

### Temas de alcance

#### Determinación de si una medida es un reglamento técnico o un estándar
El hecho de que una medida sea un reglamento técnico en lugar de un estándar se centra en si es "obligatoria".
El Grupo Especial y el Órgano de Apelación en el "Asunto del GATT (I y II) sobre el atún y el delfín" sostuvieron que las medidas de etiquetado de los Estados Unidos para el atún libre de delfín eran un reglamento técnico. Los requisitos no eran obligatorios para la venta de atún en los Estados Unidos, sin embargo, los requisitos eran obligatorios para la certificación libre de delfín. El Órgano de Apelación declaró que, dado que los Estados Unidos no proporcionaron otros métodos para obtener la etiqueta libre de delfín, el requisito era vinculante y, por lo tanto, de jure obligatorio. De esta decisión se desprende que las medidas que intentan obtener un monopolio sobre una etiqueta específica se considerarán reglamentos técnicos, pero la prueba se realiza en última instancia caso por caso.
Esta decisión ha sido criticada por interpretar el término "obligatorio" de manera demasiado amplia, lo que hace que la distinción entre reglamentos técnicos y estándares carezca de sentido.

#### Aplicación a procesos no relacionados con el producto
Etiquetas como "de campo libre", "orgánico" o "comercio justo" denotan una calidad en el producto que no tiene efectos tangibles. Si las etiquetas relativas a procesos no relacionados con productos ("PNRP") son reglamentos técnicos es objeto de controversia.
El Anexo 1.1 establece que los reglamentos técnicos se aplican a "las características del producto o sus procesos y métodos de producción relacionados", lo que implica que esto no se extiende a los PNRP. Sin embargo, la segunda oración de los Anexos 1.1 y 1.2 omite la palabra "relacionados", lo que sugiere que los reglamentos técnicos pueden aplicarse al etiquetado. Algunos académicos sostienen que la oración 2 se lee en el contexto de la oración 1 y, por lo tanto, se le debe dar un alcance más limitado.
El Grupo Especial que ocupó el Asunto del GATT (I y II) sobre el atún y el delfín no aclaró esta cuestión, pero sostuvo en ese caso que el etiquetado libre de delfín era un reglamento técnico en razón de la segunda oración. En consecuencia, se puede suponer que el etiquetado de productos PNRP-PPM ahora cae dentro del alcance de los reglamentos técnicos.

## Principios y obligaciones clave

### No discriminación
Los miembros deben asegurarse de que los reglamentos y estándares técnicos no otorguen tratamientos menos favorables a los productos importados en comparación con los otorgados a productos similares de origen nacional o que se creen en cualquier otro país, según lo establecido respectivamente en el art. 2.1 y Anexo 3.D. Este principio también se aplica a los procedimientos de evaluación de la conformidad, que deben "otorgar acceso a los proveedores de productos similares originarios de los territorios de otros miembros en condiciones no menos favorables que las otorgadas a los proveedores de productos similares de origen nacional u originarios de cualquier otro país de una situación comparable "(Art. 5.1 y 5.1.1).

### Evitar obstáculos innecesarios al comercio
El párrafo 2 del artículo 2 obliga a los miembros a no crear obstáculos innecesarios al comercio internacional y, sobre esta base, a garantizar que "las restricciones técnicas no restrinjan el comercio más de lo necesario para alcanzar un objetivo legítimo". El artículo proporciona una lista inclusiva de objetivos legítimos, incluidos los requisitos de seguridad nacional y la protección de la vida o la salud de los animales o los vegetales.
No obstante, el párrafo 5 del artículo 2 establece que cuando los estándares técnicos tienen por objeto uno de los objetivos legítimos enumerados en el párrafo 2 del artículo 2 y se ajustan a las normas internacionales pertinentes, se presume que no violan el párrafo 2 del artículo 2.2.

### Armonización en torno a los estándares internacionales
Cuando existan estándares internacionales, los miembros las utilizarán como base para sus reglamentos técnicos, estándares y procedimientos de evaluación de la conformidad, a menos que su uso parezca inapropiado o ineficaz en determinadas circunstancias (por ejemplo, por razones climáticas o tecnológicas) para lograr el objetivo perseguido (art. 2.4, 5.4 y Anexo 3.D).

### Requisitos de notificación
El Acuerdo OTC también obliga a los Estados a notificarse mutuamente los obstáculos técnicos al comercio propuestos. Para dar a los Estados la oportunidad de plantear sus preocupaciones antes de que las medidas entren en vigor, los miembros deben dejar un tiempo razonable para que los miembros formulen comentarios, debatan sus comentarios y se consideren sus comentarios. Los miembros deben notificarse mutuamente en relación con las disposiciones OTC propuestas cuando se cumplan las tres condiciones siguientes:
- La medida debe ser un reglamento técnico o una evaluación de un procedimiento de evaluación de la conformidad.
- No debe haber una norma internacional relevante o, si la hay, la medida no debe ajustarse a ella.
- El reglamento técnico debe tener un efecto considerable en el comercio internacional.

Estos criterios son más amplios que cualquiera de las obligaciones relacionadas con el contenido de los reglamentos técnicos, lo que garantiza que cualquier problema que se litiga pueda identificarse en la etapa más temprana posible. Sin embargo, en el caso de "problemas urgentes de seguridad, salud, protección ambiental o seguridad nacional", el Artículo 2.10 establece un procedimiento alternativo para acelerar el proceso.

## Adjudicación de disputas
De conformidad con el párrafo 1 del artículo 14, las controversias relativas al Acuerdo OTC deben ser resueltas por el Órgano de Solución de Diferencias de conformidad con los artículos XXII y XXIII del GATT. Esto requiere que las partes se sometan al mismo proceso de consulta que lo harían para las cuestiones que surgen en el marco del GATT y permite que las controversias relacionadas con cuestiones que surjan tanto del Acuerdo OTC como del GATT se resuelvan simultáneamente. A pesar de esto, se han presentado al Grupo Especial muy pocos casos relacionados con el Acuerdo OTC.
La siguiente lista es un resumen de los mecanismos que promueven la misión del OTC:
A. Todos los miembros de OTC deben establecer "puntos de información", también conocidos como "Ventanilla OTC", oficinas que brindan información sobre los reglamentos técnicos del país, los procedimientos de prueba y el cumplimiento de diversas normas internacionales.
B. Un programa de asistencia técnica ayuda a los países en desarrollo a cumplir las normas internacionales y les ayuda a participar en el establecimiento de dichas normas.